# Sunhoney

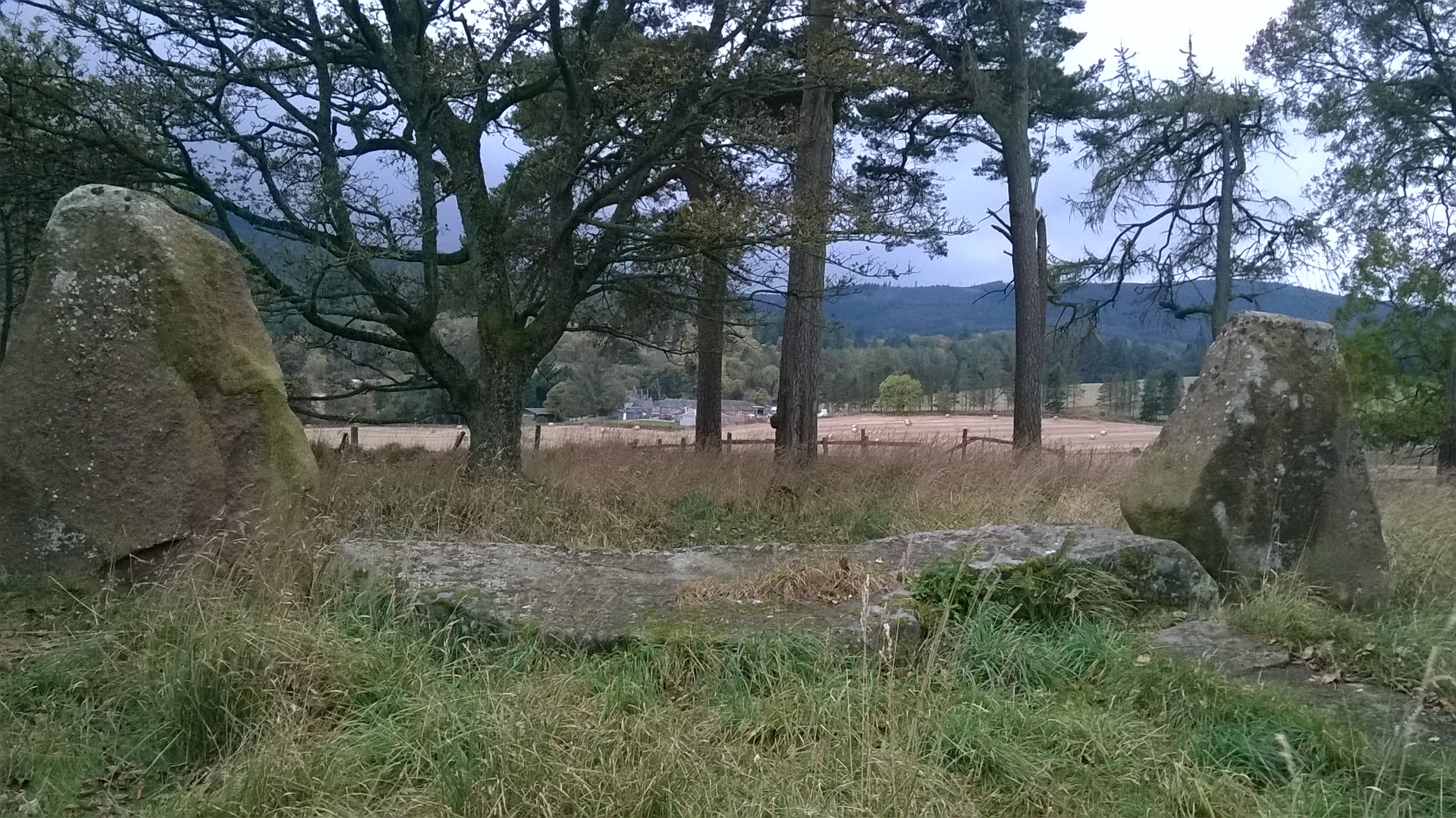
Sunhoney Stone Circle

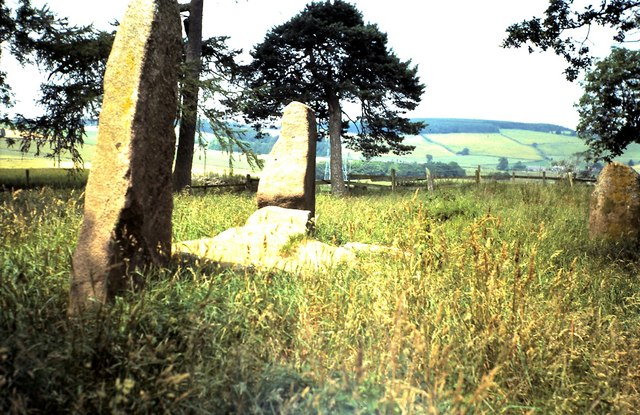
Die Flankensteine und der umgekippte „Liegende“ vom Sunhoney Stone Circle

Sunhoney ist ein Steinkreis des Typs Recumbent Stone Circle (RSC) der in der Region Grampian, insbesondere am River Dee, sehr verbreitet ist. Merkmal der RSC ist ein „liegender oder ruhender Stein“, begleitet von zwei stehenden, hohen, oft spitz zulaufenden „Flankensteinen“, die sich innerhalb des Kreises oder nahe dem Kreis befinden. Sunhoney liegt etwa zwei Kilometer westlich von Echt in Aberdeenshire in Schottland.
Der Steinkreis hat mehr als 25 m Durchmesser und besteht aus elf Steinen aus rotem Granit oder Gneis. Der ruhende Stein scheint umgefallen zu sein. Seine Oberfläche ist mit 31 Schälchen versehen. Ein Steinhügelring wurde innerhalb des Kreises hinzugefügt. Bei der Ausgrabung im Jahre 1865 fanden sich im Zentrum Spuren von Leichenbrand.
Ein anderer ruhender Steinkreis liegt ungefähr zwei Kilometer westlich bei der Kirche von Midmar.

## Die Steinkreise am River Dee
Die Steinkreise von Deeside bilden eine Gruppe von Recumbent Stone Circle (RSC). Ungefähr 100 von ihnen wurden zwischen 2500 und 1500 v. Chr. in Aberdeenshire errichtet. Die Ensembles der „ruhenden Steine“ liegen in der Regel im Südosten und (normalerweise) auf dem Ringverlauf.